# مساهمة في نقد الاقتصاد السياسي
مساهمة في نقد الاقتصاد السياسي (بالألمانية: Zur Kritik der Politischen Ökonomie)‏ هو كتاب من تأليف كارل ماركس نشر لأول مرة في عام 1859. الكتاب بالأساس تحليل للرأسمالية والنظرية الكمية للنقود، بواسطة نقد كتابات أبرز المؤسسين النظريين للرأسمالية في ذلك الحين: الاقتصاديين السياسيين الذين يشار إليهم اليوم بالاقتصاديون الكلاسيكيون؛ كان آدم سميث (1723-90) و ديفيد ريكاردو (1772-1823) أبرز ممثليهم.

## أهمية
الكثير من فحوى كتاب النقد أدرجه ماركس لاحقا في رائعته، رأس المال (المجلد الأول) ، الذي نشر في عام 1867، ويعتبر النقد عموما ذو أهمية ثانوية بين مؤلفات ماركس. هذا لا ينطبق على مقدمة النقد. فإنها تحتوي على تدوين متماسك لإحدى نظريات ماركس الرئيسية: التفسير الاقتصادي للتاريخ. باختصارالفكرة أن العوامل الاقتصادية – طريقة إنتاج الناس لضروريات الحياة – تحدد نوع  السياسات والأيديولوجيات التي يمكن أن تكون في المجتمع:

## طبعات
هنالك عدة طبعات للكتاب في اللغة العربية، عام 1969 نشرته دار النهضة العربية بعنوان نقد الاقتصاد السياسي ترجمة راشد البراوي. عام 1970 نشرت وزارة الثقافة والإرشاد القومي في سوريا الكتاب بعنوان إسهام في نقد الاقتصاد السياسي ترجمة وتحقيق أنطون حمصي.

## روابط خارجية
- مساهمة في نقد الاقتصاد السياسي على موقع الموسوعة البريطانية (الإنجليزية)